# Noma (restauracja)
Noma – restauracja wyróżniona trzema gwiazdkami Michelin, prowadzona przez szefa kuchni René Redzepiego. Jest ona zlokalizowana w stolicy Danii – Kopenhadze. Nazwa to zbitka dwóch duńskich wyrazów „nordisk” (nordycki) i „mad” (jedzenie). Otwarty w 2003 roku, lokal znany jest z własnego sposobu interpretacji kuchni skandynawskiej. W latach 2010–2012 i w roku 2014 został uznany przez brytyjskie czasopismo Restaurant za najlepszą restaurację na świecie.

## Historia
Restauracja zlokalizowana jest w starym magazynie na nabrzeżu Christianshavn, dzielnicy Kopenhagi.
Budynek położony jest przy Grenlandzkim Placu Handlowym (duń. Grønlandske Handels Plads), który przez ponad 200 lat był centralnym miejscem handlu z Wyspami Owczymi, norweskim Finnmarkiem, Islandią, a szczególnie z Grenlandią. Suche ryby, solone śledzie, tran i skóra wielorybia to artykuły przechowywane w budynku magazynu, przed sprzedażą na rynki europejskie.
W roku 2003 magazyn przeobraził się w Północnoatlantycki Dom, centrum kultury i sztuki regionu północnoatlantyckiego. Noma została otwarta w tym samym czasie przez Redzepiego i Clausa Meyera. Wnętrze lokalu zaprojektowane zostało przez biuro projektów Space Copenhagen.
Według raportu Duńskiej Administracji Żywieniowej, w dniach 12–16 lutego 2013 roku 63 z 435 klientów stołujących się w tej turystycznej tawernie zatruło się. Objawy przypisywano norowirusowi, który został przypuszczalnie nieświadomie wprowadzony do kuchni przez zakażonego pracownika restauracji.

## Kuchnia restauracji

Dania podawane w restauracji
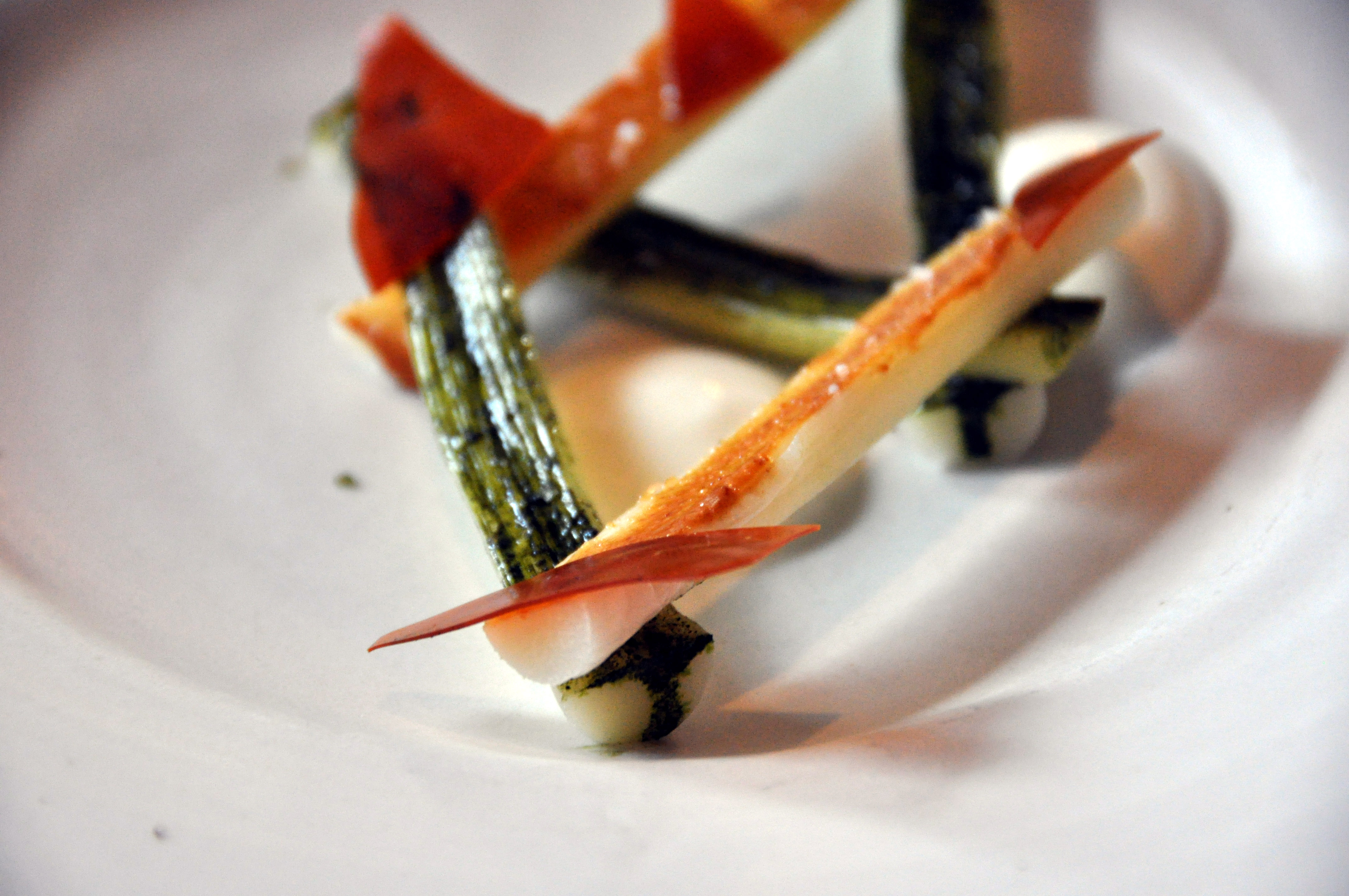
Grillowany por, orzech laskowy, jogurt i karmelizowany drobiowy sos
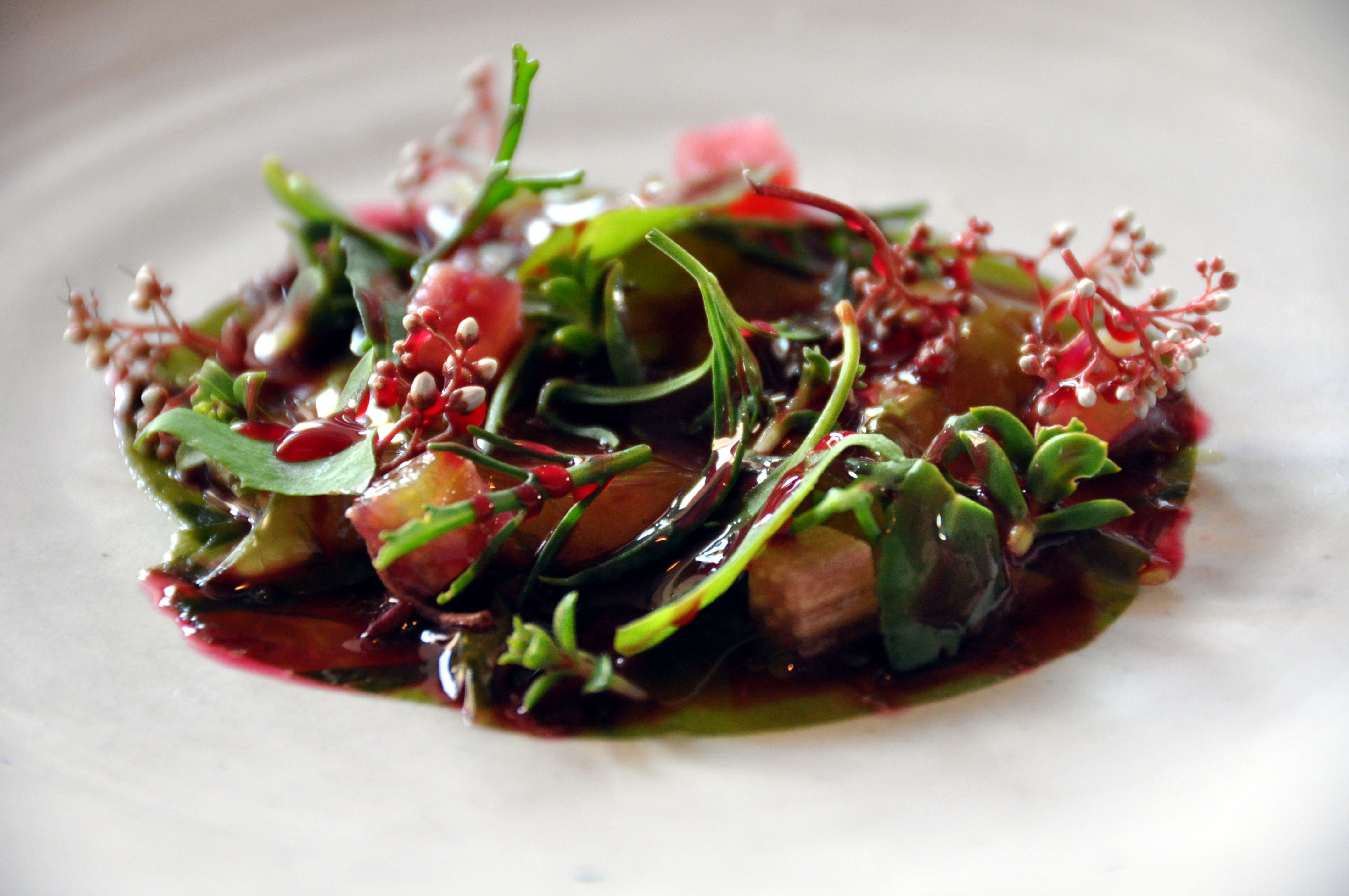
Surowe krewetki z wodorostami, rabarbarem i ziołami
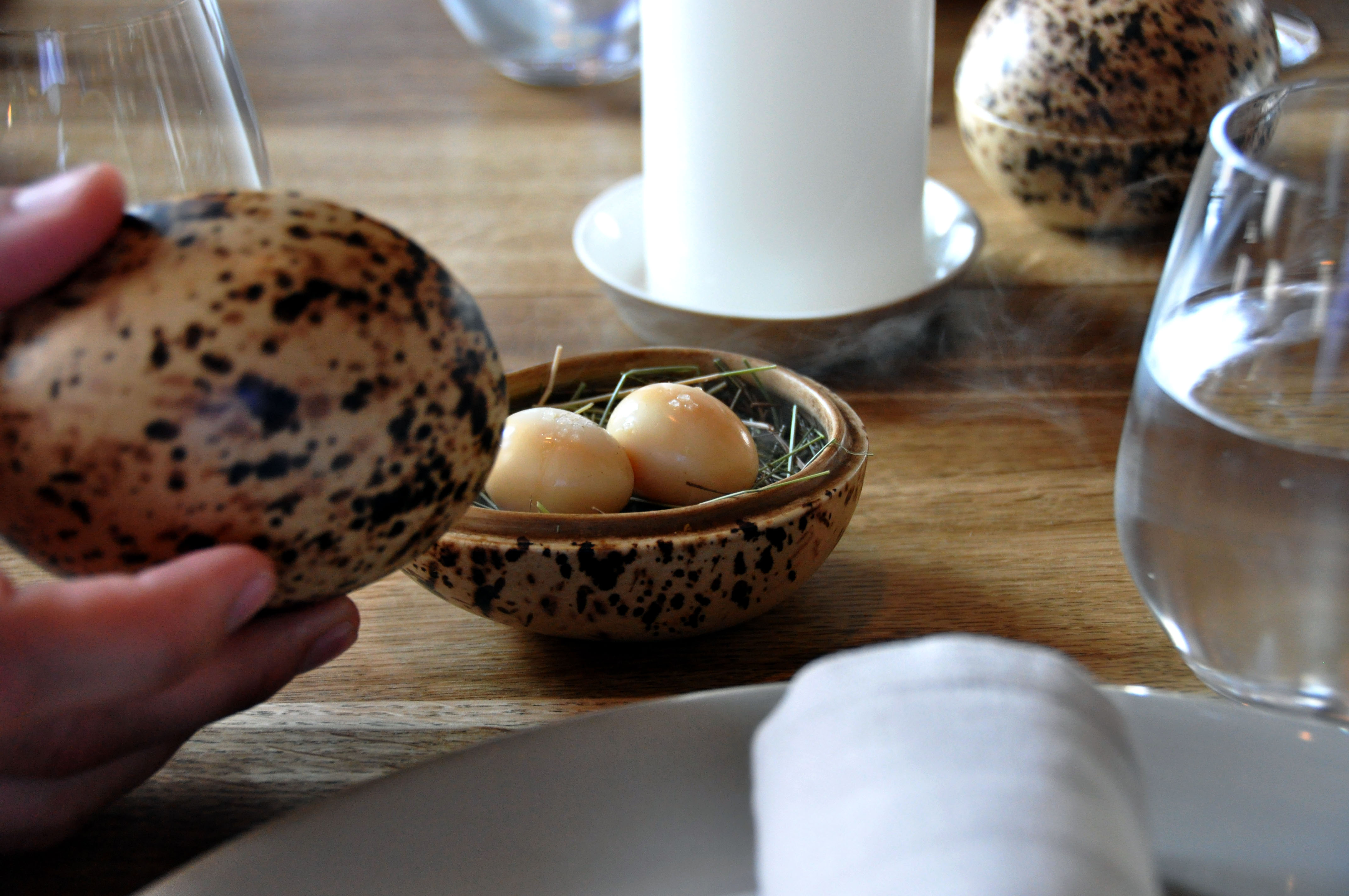
Marynowane i wędzone jaja przepiórek
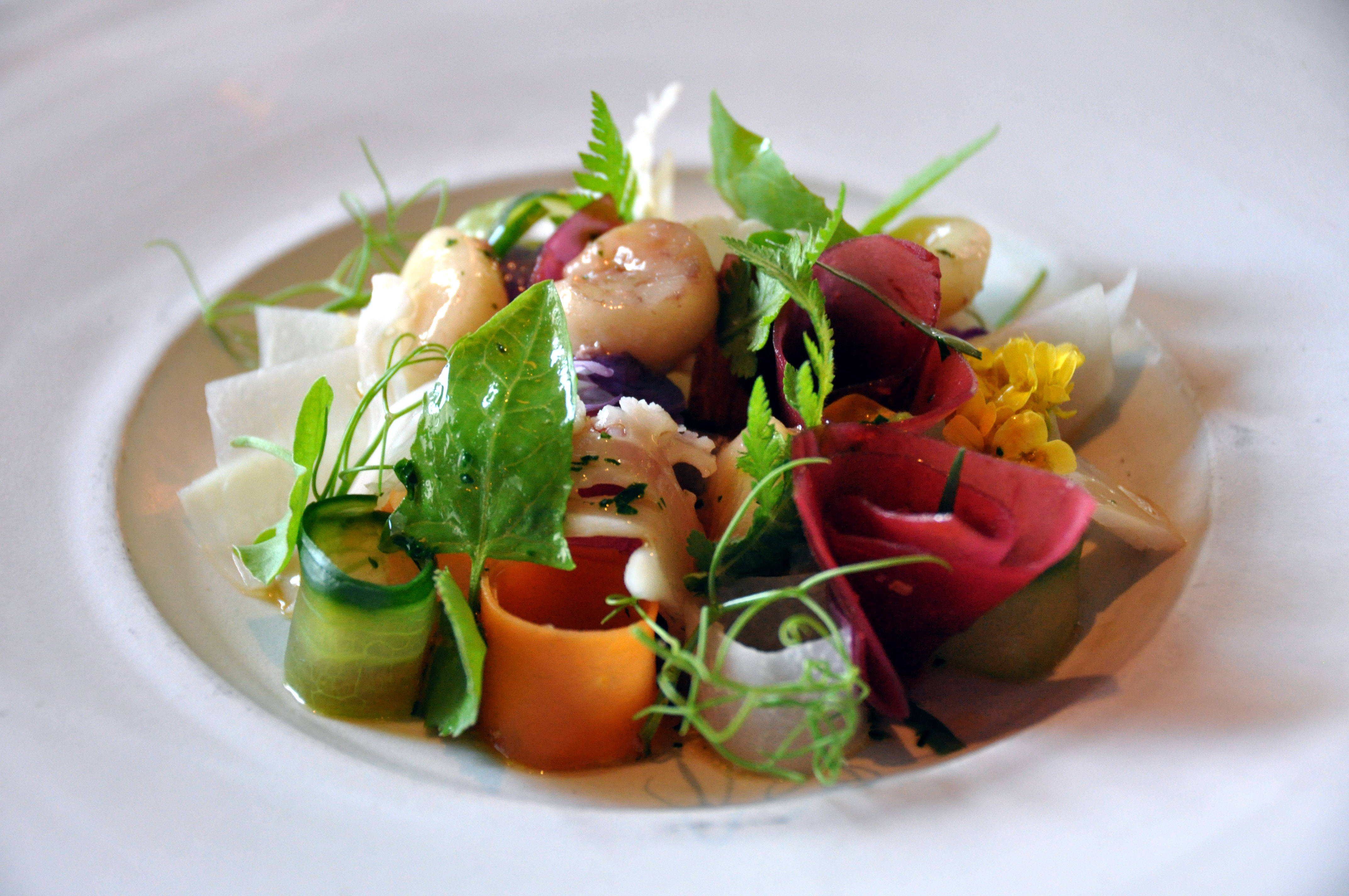
Marynowane warzywa
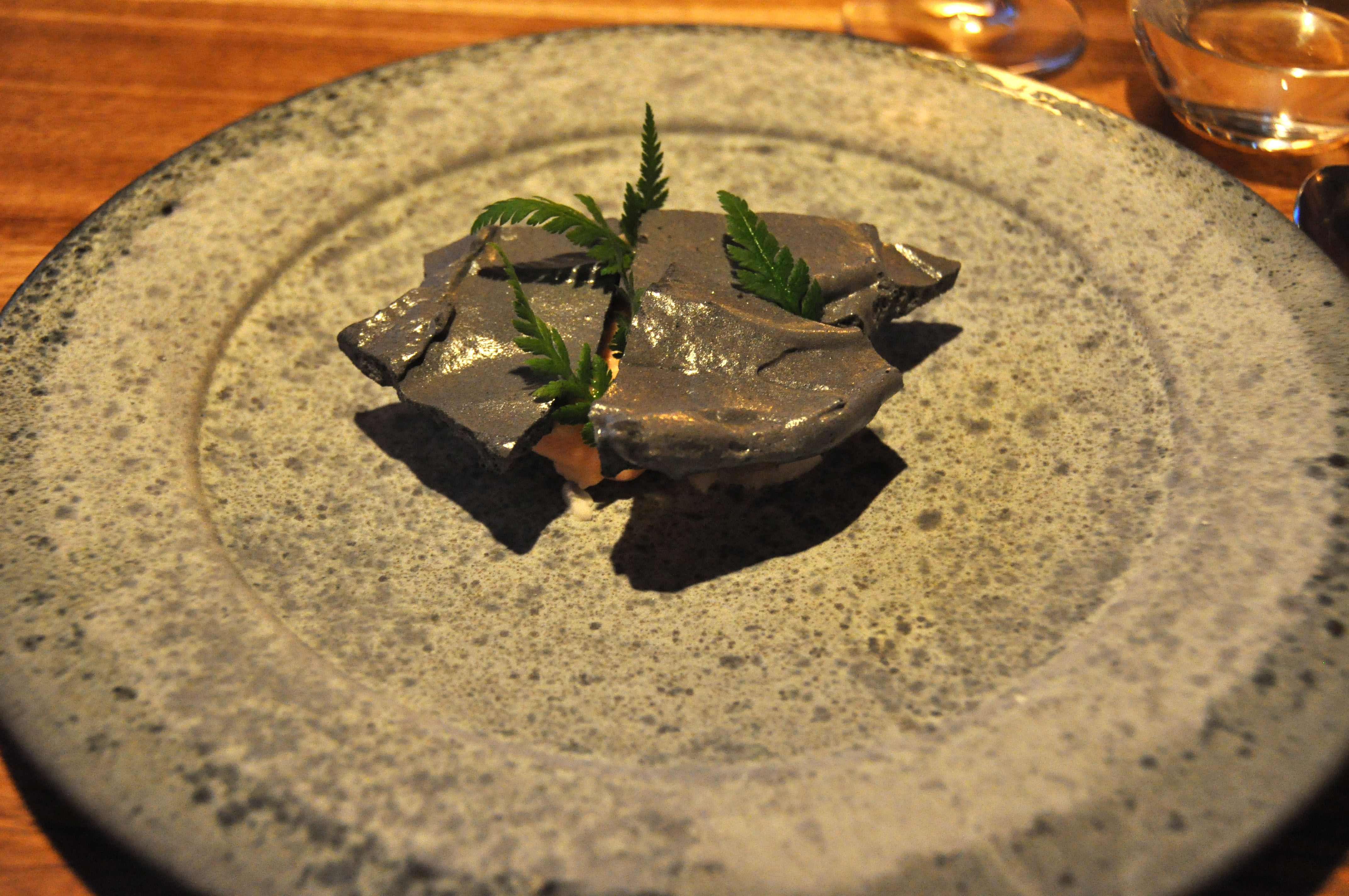
Beza z lodami z brzeziny i miodu